# Retowy (Varmia y Masuria)
Retowy [rɛˈtɔvɨ] (en alemán: Rettauen) es un pueblo ubicado en el distrito administrativo de Gmina Sępopol, dentro del Condado de Bartoszyce, Voivodato de Varmia y Masuria, en Polonia del norte, cercano a la frontera con el Kaliningrad Oblast de Rusia. Se encuentra aproximadamente a 10 kilómetros al noroeste de Sępopol, a 14 kilómetros al noreste de Bartoszyce, y a 68 kilómetros al noreste de la capital regional Olsztyn.
Antes de 1945, el área fue parte de Alemania (Prusia Oriental).